# Epoca de Aur a științifico-fantasticului

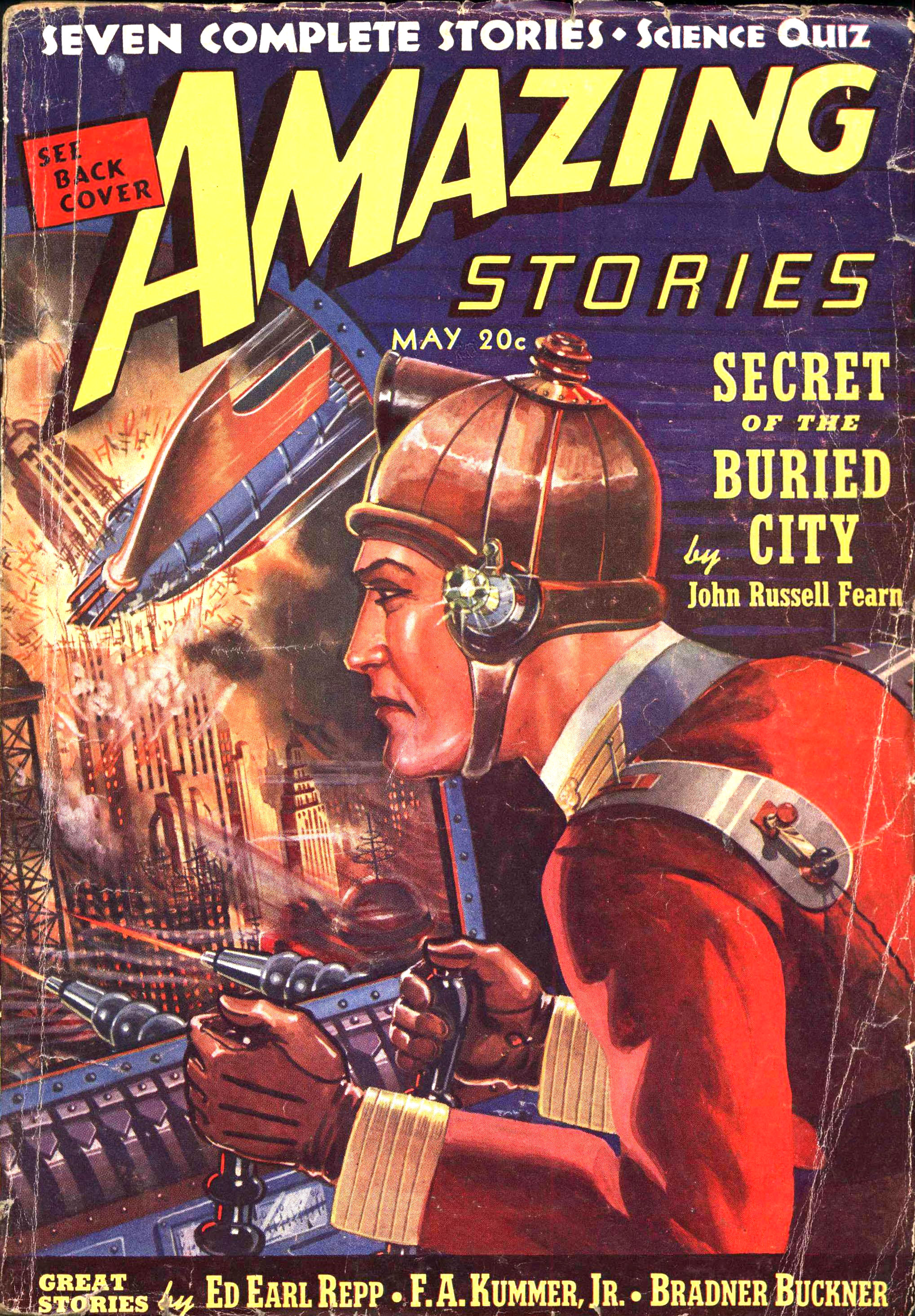
Coperta revistei Amazing Stories din mai 1939

Prima Epocă de Aur a științifico-fantasticului (Golden Age of Science Fiction) (considerată a fi perioada sfârșitul anilor 1930 - începutul anilor 1950) a fost o perioadă în care genul științifico-fantastic a beneficiat de o atenție sporită din partea publicului cititor și în care multe scrieri clasice au fost publicate. În Istoria științifico-fantasticului, Epoca de Aur urmează după Epoca literaturii de consum din anii 1920 și este urmată de curentul New Wave din anii 1960 și 1970. 

## Scriitori proeminenți din Epoca de Aur
Un număr de autori de științifico-fantastic au apărut la începutul Epocii de Aur (1938-1946), inclusiv următorii: 
- Isaac Asimov (1920–1992)
- Alfred Bester (1913–1987)
- James Blish (1921–1975)
- Nelson S. Bond (1908–2006)
- Leigh Brackett (1915–1978)
- Ray Bradbury (1920–2012)
- Fredric Brown (1906–1972)
- Bertram Chandler (1912–1984)
- John Christopher (1922–2012)
- Hal Clement (1922–2003)
- L. Sprague de Camp (1907–2000)
- Lester del Rey (1915–1992)
- Robert A. Heinlein (1907–1988)
- L. Ron Hubbard (1911–1986)
- Henry Kuttner (1915–1958)
- Fritz Leiber (1910–1992)
- C. L. Moore (1911–1987)
- Frederik Pohl (1919–2013)
- Ross Rocklynne (1913–1988)
- Eric Frank Russell (1905–1978)
- Clifford D. Simak (1904–1988)
- E. E. "Doc" Smith (1890–1965)
- Theodore Sturgeon (1918–1985)
- William Tenn (1920–2010)
- A. E. van Vogt (1912–2000)
- Jack Vance (1916–2013)
- Jack Williamson (1908–2006)
- John Wyndham (1903–1969)

și din Epoca de Aur târzie (1947–1959):
- Arthur C. Clarke (1917–2008)
- Poul Anderson (1926–2001)
- Philip K. Dick (1928–1982)
- James Gunn (1923–)
- C. M. Kornbluth (1923–1958)
- Walter M. Miller, Jr. (1923–1996)
- Chad Oliver (1928–1993)